# Guipuscoa
Le Guipuscoa (en basque : Gipuzkoa; en espagnol : Guipúzcoa) est l'une des trois provinces de la communauté autonome du Pays basque, dans le nord de l'Espagne. Sa capitale est la ville de Saint-Sébastien.

## Histoire

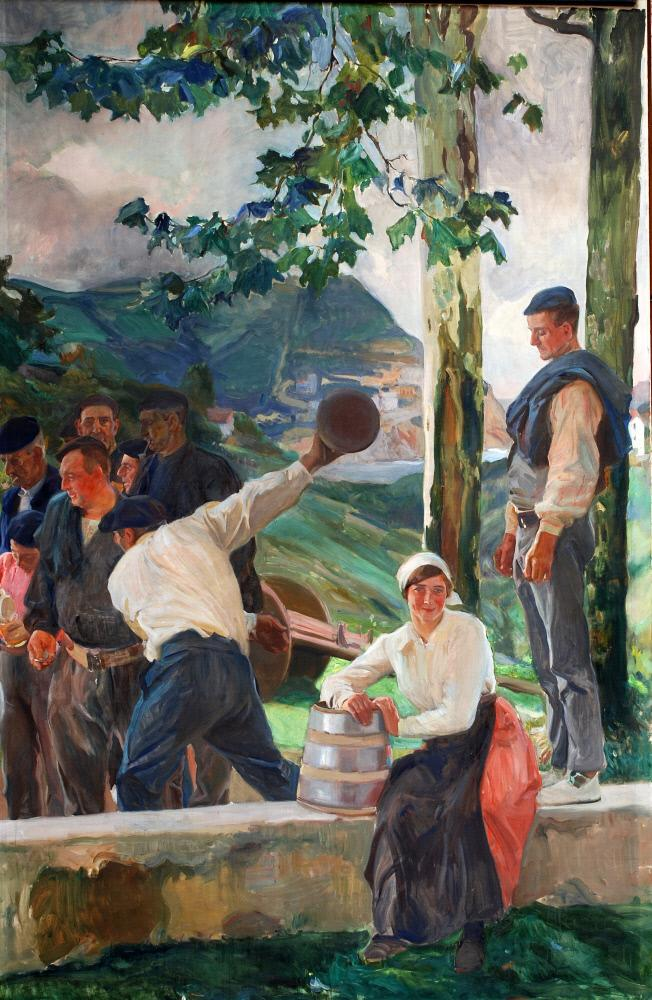
Vision d'Espagne : Guipuscoa, Joaquín Sorolla, 1914, The Hispanic Society of America, New York.

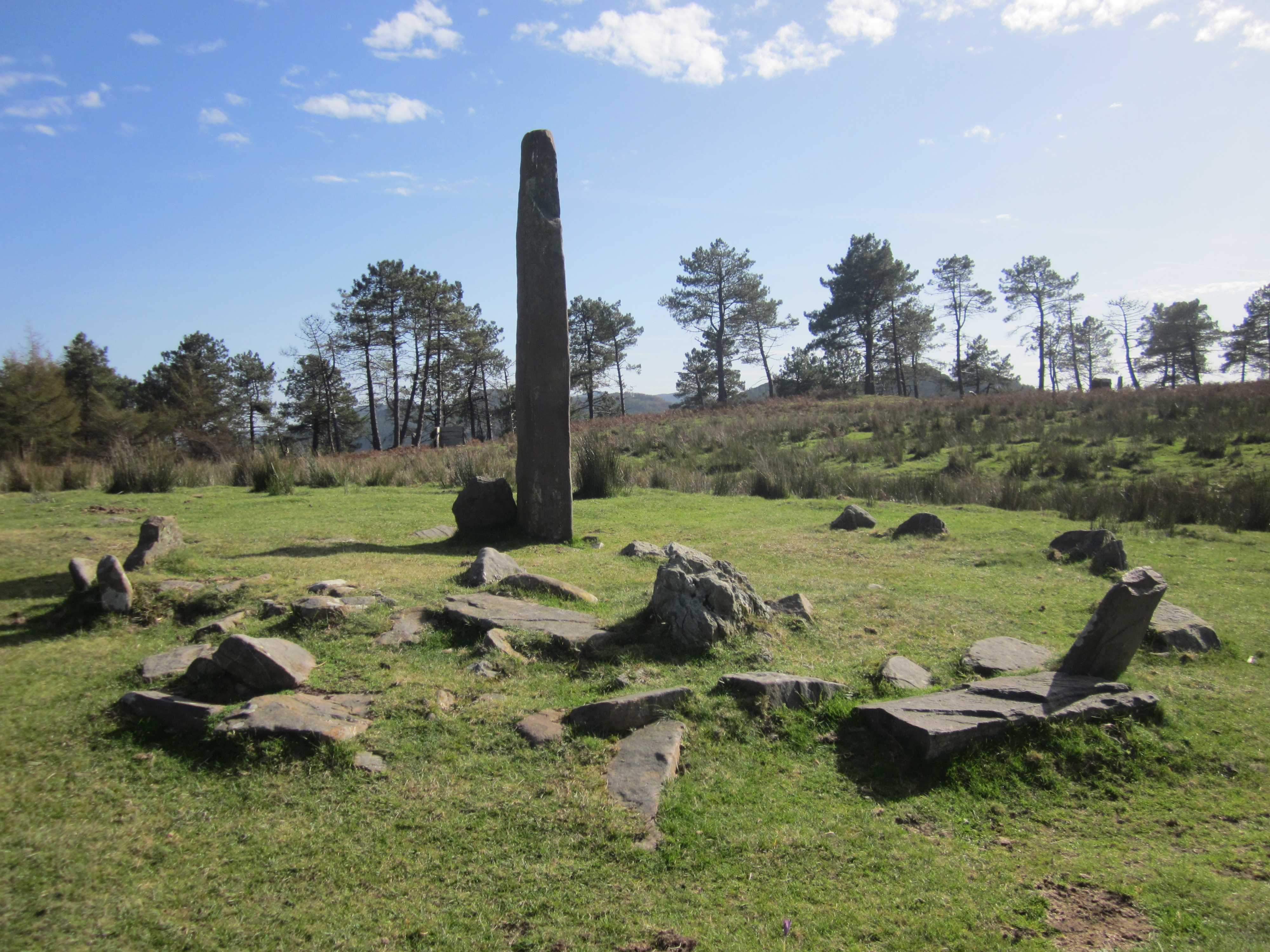
Cromlech et menhir de Eteneta, situés à Andoain.

L'origine du nom Guipúzcoa vient peut-être de gipuz-/ipuz- qui pourrait signifier « saule » en basque ou  éventuellement d'une contraction de ipuruz genévrier.
La province est le théâtre de la campagne du Guipuscoa du 20 juillet au 26 septembre 1936 durant la guerre d'Espagne.

## Géographie
La province de Guipuscoa forme la partie nord-est de la communauté autonome et couvre une superficie de 1 980 km2. Elle est bordée par les provinces de Biscaye à l'ouest, d'Alava au sud et la Navarre à l'est et par le golfe de Gascogne au nord. Au nord-est, la Bidassoa la sépare de la France (Labourd, Pyrénées-Atlantiques).
Elle est également considérée comme une des sept provinces historiques du Pays basque (ou Euskal Herria) tel que défini dans le concept du Zazpiak Bat (« les sept (font) un »).

## Population
La province du Guipuscoa compte 705 698 habitants en 2009 (source : INE espagnole)

### Évolution
| Population  | 156 493 | 195 850 | 226 684 | 258 557 | 302 329 | 331 753 | 374 040 |         |
| Pourcentage | 1,01 %  | 1,05 %  | 1,13 %  | 1,21 %  | 1,28 %  | 1,28 %  | 1,33 %  |         |
|             | 1960    | 1970    | 1981    | 1991    | 1996    | 2001    | 2006    | 2009    |
| Population  | 478 337 | 631 003 | 692 782 | 676 307 | 676 208 | 680 069 | 691 895 | 705 698 |
| Pourcentage | 1,56 %  | 1,86 %  | 1,84 %  | 1,72 %  | 1,70 %  | 1,65 %  | 1,55 %  |         |

| Villes/Années   | 1900    | 1910    | 1920    | 1930    | 1940    | 1950    | 1960    | 1970    | 1981    | 1991    | 2001    | 2006    | 2009    |
| --------------- | ------- | ------- | ------- | ------- | ------- | ------- | ------- | ------- | ------- | ------- | ------- | ------- | ------- |
| Guipuscoa       | 195 850 | 226 684 | 258 557 | 302 329 | 331 753 | 374 040 | 478 337 | 631 003 | 692 782 | 676 307 | 673 563 | 691 079 | 705 698 |
| Azpeitia        | 6 066   | 6 692   | 6 941   | 7 848   | 8 024   | 8 991   | 9 400   | 10 797  | 12 958  | 13 385  | 13 590  | -       | -       |
| Bergara         | 6 196   | 6 761   | 7 345   | 9 307   | 9 499   | 10 373  | 13 162  | 15 148  | 15 759  | 15 121  | 15 046  | -       | -       |
| Saint-Sébastien | 37 812  | 49 008  | 61 774  | 78 432  | 103 979 | 113 776 | 135 149 | 165 829 | 175 576 | 176 019 | 181 064 | -       | -       |
| Tolosa          | 8 111   | 9 747   | 11 273  | 12 487  | 13 583  | 14 971  | 16 281  | 18 766  | 18 894  | 18 085  | 18 102  | -       | -       |
| Arrasate        | 3 713   | 4 706   | 5 915   | 7 720   | 8 645   | 10 014  | 14 148  | 22 421  | 26 045  | 25 213  | 23 367  | -       | -       |
| Errenteria      | 4 081   | 5 527   | 6 956   | 8 973   | 10 106  | 12 784  | 18 642  | 34 369  | 45 789  | 41 163  | 38 903  | -       | -       |
| Eibar           | 6 583   | 10 121  | 11 888  | 12 874  | 11 772  | 16 318  | 31 725  | 37 073  | 36 494  | 32 108  | 28 219  | -       | -       |
| Irun            | 9 912   | 12 120  | 14 161  | 17 670  | 14 368  | 19 956  | 29 814  | 45 060  | 53 445  | 53 861  | 56 601  | -       | -       |

## Subdivisions

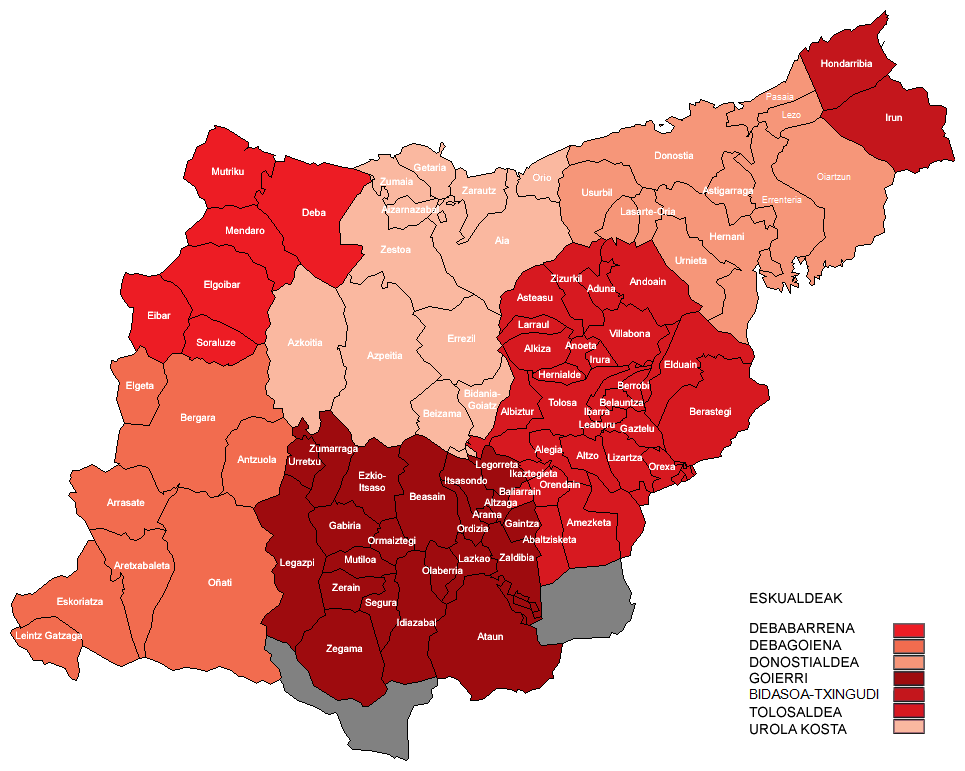
Carte des comarques et des communes du Guipuscoa.

### Comarques
La province est subdivisée en sept comarques : Bidasoa-Txingudi, Debabarrena, Debagoiena, Goierri, Donostialdea, Tolosaldea, et Urola Kosta.

### Communes
La province compte 89 communes (municipios en espagnol). Population des principales communes du Guipuscoa :
| 1er | Saint-Sébastien | 183 308 |
| 2e  | Irun            | 60 261  |
| 3e  | Errenteria      | 37 853  |
| 4e  | Eibar           | 27 530  |
| 5e  | Zarautz         | 22 323  |
| 6e  | Arrasate        | 22 312  |

## Pour approfondir